# Унітаріо
Унітаріо (Unitario) - міжнародна штучна мова, розроблена в  Німеччині  Рольфом Римом (есп. Rolf Riehm). Свої роботи Рольф опублікував під псевдонімом Маріо Плеєр, який утворений швидше за все від імені іншого інтерлінгвіста - Маріо Пєї. Публікація була зроблена в 1989 році, а датою винаходу мови вважають 1987 рік.
Моваунітаріо є  плановою мовою і належить до групи есперантоїдів. Унітарії має два різновиди: «мінімальна мова» -Унітаріо 2001 (опублікована в 1989 році) і повну версію -Унитаріо 2002 (поки не планується до публікації). В 1994 році була видана книга «Коротка граматика Унітаріо 2001 в порівнянні з  Інтерлінгва та есперанто».
Імовірно Рольф Рим залишився єдиною людиною, який володів своїм лінгвопроектом. У 1991 році він став займатися інтерлінгвою (це помітно і по його робіт в області свого проекту), а пізніше і зовсім зник з інтерлінгвістики.

## Приклад текстів на мові унітаріо
1. Отче наш
Patro nostra, kveja tuo in hewine estas,

tuja nomino esti sanctificate;

tuja imperio weni;

tuja wolunto ockurius,

como in la hewine tanto sur la terra;

nostra pano kvotidiane al nos-mismos doni hodie;

cay pardoni nos nostros debitoyn,

como tambien numos nostros debitoroyn pardonamas;

nenio nos condutsi in temptatsion,

sed liberi nos delle pecato,
2. La flamo della cutsino estas caliente; la akva in la caserola tambjen estas caliente (la fajro de la fajrujo estas varma, la akvo en la kaserolo ankaŭ estas varma).